# Richard Brunner (Chemiker)
Richard Brunner (* 5. Januar 1900 in Wien; † 15. Juli 1990 ebenda) war ein österreichischer Chemiker und Brauwissenschaftler.

## Leben
Brunner war nach einem Chemiestudium ab 1929 in der Brauindustrie beschäftigt. 1952 wurde er zum wissenschaftlichen Leiter der Biochemie GmbH, der heutigen österreichischen Sandoz GmbH, in Kundl bestellt. 1962 wurden ihm der Lehrstuhl für Biochemische Technologie und Mikrobiologie sowie die Leitung des Instituts für Biochemische Technologie und Mikrobiologie an der Technischen Hochschule Wien übertragen. Zuletzt präsidierte er nach seiner Emeritierung von 1972 bis 1981 die Österreichische Biophysikalische Gesellschaft (ÖBG).
Brunner erhielt 15 Patente auf dem Gebiet der Brauwissenschaften und der Antibiotika, insbesondere des Penicillins. Gemeinsam mit Ernst Brandl, Hans Margreiter sowie Karl Josef Schröder entwickelte er das erste oral zu verabreichende Penicillin.

## Auszeichnungen
- 1971: Großes Silbernes Ehrenzeichen für Verdienste um die Republik Österreich[2]
- 1982 Verleihung der Johann Joseph Ritter von Prechtl-Medaille[3]

## Publikationen
- Penicillin, Streptomycin und Chloramphenicol in der Veterinärmedizin. Biochemie Ges., Kundl 1957.
- Mit Ernst Brandl, Guido Machek: Die Antibiotica, Band 1. Verlag Hans Carl, Nürnberg 1962.
- Mit Guido Machek: Die Antibiotica: Die mittleren Antibiotica, In: Band 2 von Die Antibiotica. Verlag Hans Carl, Nürnberg 1965.
- Antrittsvorlesung über Gleichgewichtszustände im biologischen und chemischen Geschehen: Gehalten am 12. Juni 1964. Verlag der Technischen Hochschule, Wien 1968.
- Gleichgewichtszustände im biologischen und chemischen Geschehen. Verlag der Technischen Hochschule, Wien 1968.
- Mit Helga Blank: Die Kleinen Antibiotica, In: Band 3 von Die Antibiotica. Verlag Hans Carl, Nürnberg 1970.